# Щапово (посёлок, Москва)
Ща́пово (Александрово) — посёлок в Троицком административном округе Москвы (до 1 июля 2012 года была в составе Подольского района Московской области). Входит в состав Краснопахорского района. В посёлке находится усадьба Александрово-Щапово. Через посёлок протекает река Лубянка.

## История
Впервые упоминается в писцовых книгах начала XVII века как село Александрово, принадлежащее боярам Морозовым и являлась старинной вотчиной В. П. Морозова. С 1681 по 1815 год усадьбой владели помещики Грушевские, затем — бригадир И. С. Арсеньев и его наследники. С 1864 года по родству коллежский асессор А. И. Николаев. В 1889 году, усадьбу купил текстильный фабрикант и владелец московского торгового дома Илья Васильевич Щапов. Щапов много сделал для развития села: открыл церковно-приходскую школу для мальчиков, школу кружевоплетения для девочек. Согласно завещанию, он передал своё имение и денежные средства государству. На эти деньги в 1903 году в селе была построена сельскохозяйственная школа, в Советское время в ней размещался филиал сельскохозяйственной академии имени Тимирязева.
В память о последнем владельце посёлок получил своё нынешнее название. В «Доме управляющего» усадебного комплекса проживает Юлия Леонидовна Щапова, жена внучатого племянника Ильи Щапова.
В XIX веке село Александрово входило в состав Дубровицкой волости Подольского уезда. В 1899 году в селе была церковно-приходская школа и проживало 123 человека.
В 1960 году в Щапове на базе двух колхозов и учхоза создано крупное образцово-показательное молочно-животноводческое предприятие «Щапово», подчинённое напрямую ВНИИ животноводства. В 1980-е годы руководство предприятия сыграло значительную роль в собрании фондов музея-усадьбы, за счёт средств агрофирмы в посёлке восстановлен органный зал. В конце 1980-х годов на основе агропредприятия создан многопрофильный сельскохозяйственный концерн, освоивший, кроме молочного скотоводства, овощеводство, пушное звероводство, пчеловодство. После приватизации хозяйство банкротилось, несколько раз сменило владельцев, в начале 2000-х годов модернизировано и освоило выпуск сыра моцарелла (фирма «Щапово-Агротехно»).
В 1994—2006 годах Щапово — центр Щаповского сельского округа.

## Усадьба Александрово-Щапово
В посёлке находится комплекс зданий усадьбы Александрово-Щапово, построенных в XVIII—XIX веках. В этот комплекс входит и церковь Успения Богородицы, построенная в 1779 году в стиле барокко. Действует музей истории усадьбы. Комплекс зданий усадьбы Александрово-Щапово является объектом культурного наследия местного значения.
В 2000-е годы церковь отремонтирована, идут часы с курантами, выписанные при Щапове из Англии.

Фотографии усадьбы
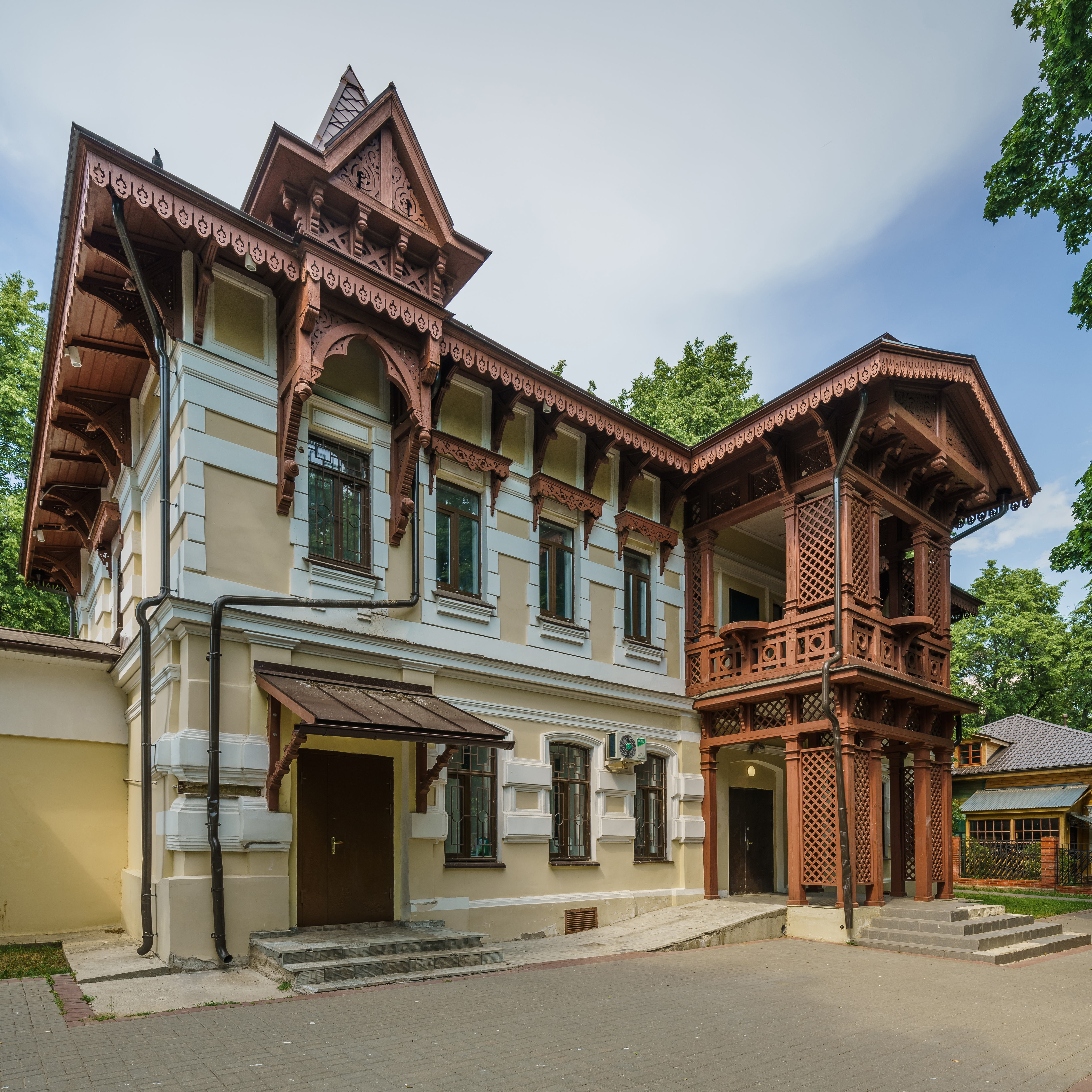
Фасад главного дома
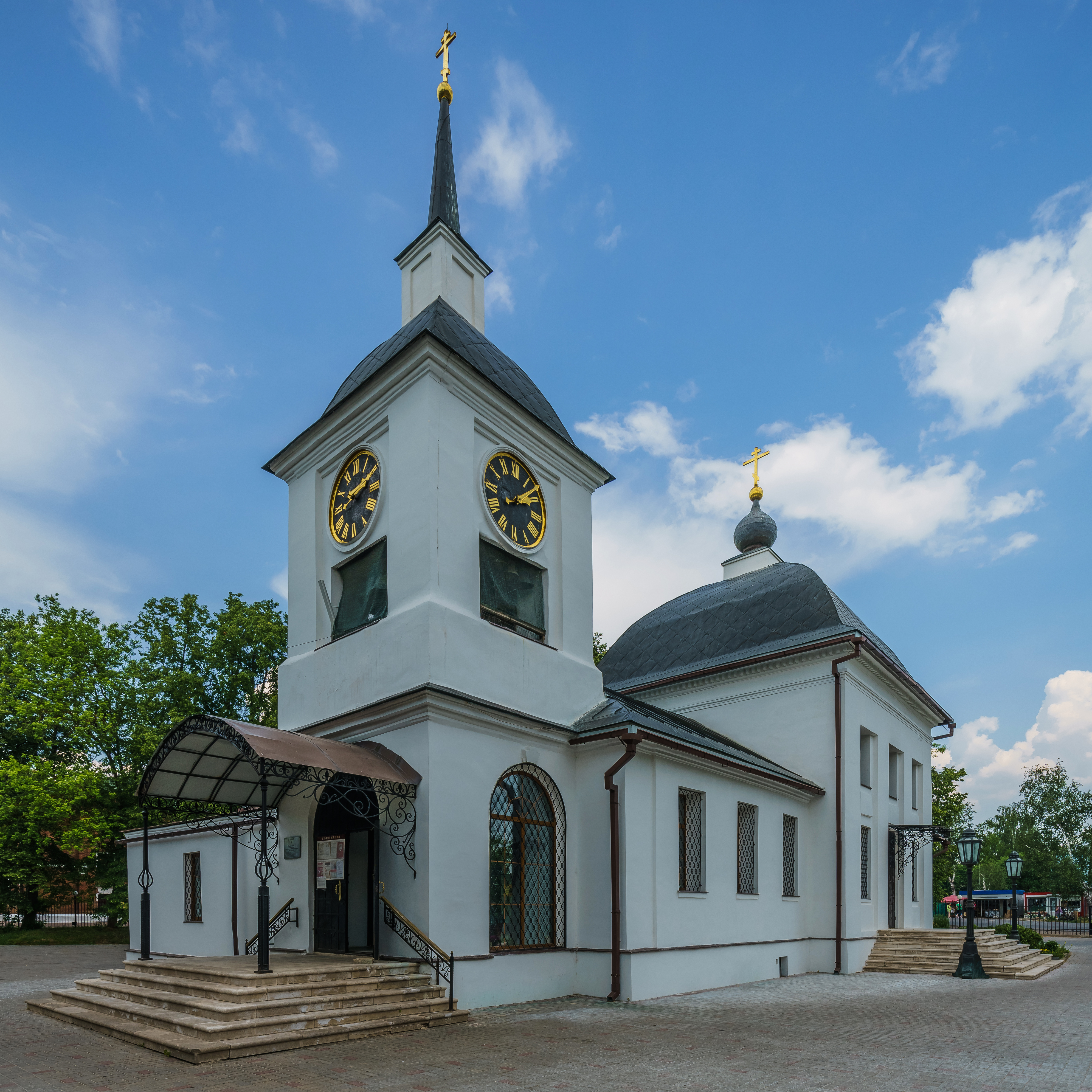
Церковь Успения Богородицы

## Население
| 2002 | 2006  | 2010  |
| ---- | ----- | ----- |
| 2438 | ↘2254 | ↗2697 |

Согласно Всероссийской переписи, в 2002 году в посёлке проживало 2438 человек (1119 мужчин и 1319 женщин). По данным на 2005 год в посёлке проживало 2254 человека.

## Расположение

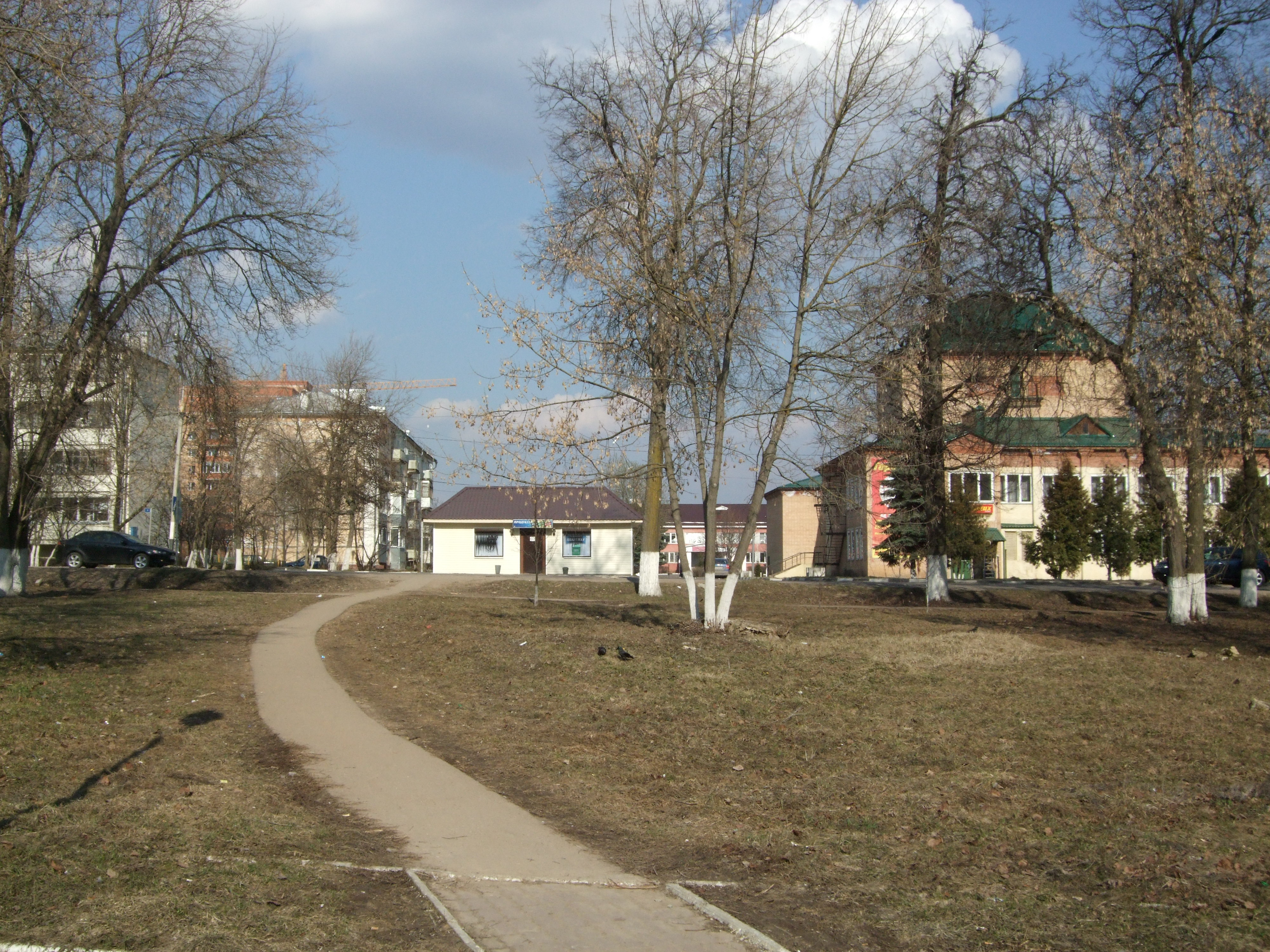
Посёлок Щапово

Посёлок Щапово расположен примерно в 47 км к юго-западу от центра Москвы. Ближайшие населённые пункты — деревни Александрово, Пёсье и Иваньково.
От станции Подольск до посёлка ходят автобусы 1024, 1032, 1034, маршрутное такси 1024. От станции метро «Южная» ходит маршрутное такси 410. Через посёлок проходит автобусный маршрут № 531 «Метро Теплый Стан» — «Курилово». В 3 км от посёлка на Варшавском шоссе ходит автобус 1004 по маршруту «5-й микрорайон Северного Бутова» — «Каменка».
В посёлке находится средняя общеобразовательная школа № 2085 г. Москвы.
С этой школой было связано несколько скандалов. В 2013 году после ремонта в здании было обнаружено повышенное содержание аммиака и фенола. Родители обвинили в использовании токсичных материалов администрацию школы. Елена Боброва, директор школы и мама троих детей, в октябре 2013 г. была найдена мертвой (предположительно, самоубийство). В апреле 2014 года столичными властями рассматривается возможность полного сноса здания школы.